# Louis Metton
Louis Metton, né le 22 septembre 1897 à Neulise où il est mort le 29 juin 1975, est un homme politique français.

## Détail des fonctions et des mandats
Mandat parlementaire
- 19 juillet 1955 - 26 mai 1959 : Sénateur de la Loire